# كريس باغلي
كريس باغلي (بالإنجليزية: Chris Bagley)‏ هو لاعب كرة قدم أمريكي في مركز الهجوم، ولد في 20 مايو 1980 في ويماوث في الولايات المتحدة. لعب مع تشارلستون بيتري ونيو إنجلاند ريفولوشن.